# FAC-Platz
Der FAC-Platz ist ein Fußballstadion im 21. Gemeindebezirk Floridsdorf der österreichischen Hauptstadt Wien. Es war die Heimspielstätte des achtmaligen österreichischen Meisters Admira und ist die jetzige des Floridsdorfer AC, der 2015/16 in der Ersten Liga, der zweithöchsten österreichischen Spielklasse, antrat.

## Zustand
Das Stadion fasst 3000 Zuseher. Auf der Tribüne finden 610 Besucher überdachte und 240 nicht überdachte Sitzplätze. Zusätzlich gibt es 152 überdachte V.I.P.-Plätze und zehn überdachte Presseplätze. Für Gäste stehen 300 Stehplätze zur Verfügung.

## Geschichte
Im August 1933 übersiedelte die Admira von der Deublergasse („Mittlere Pollackwiesn“) auf den ehemaligen Vorwärts XXI-Platz in der Hopfengasse. Auf dieser neu errichteten weitläufigen Sportanlage gab es im Gegensatz zur Deublergasse nun alles, was ein großer Sportverein benötigte: Laufbahn, Trainingsplatz, Boxring und Tennisplätze komplettierten eines der schönsten Fußballfelder Wiens. Das Stadion fasste damals etwa 15.000 Zuschauer.
Von Juli 1944 bis April 1945 befand sich in der Hopfengasse 8 ein Außenlager des Konzentrationslagers Mauthausen. Auf dem heutigen FAC-Gelände standen damals Baracken für etwa 2000 KZ-Häftlinge und Zwangsarbeiter.
Nachdem Admira 1966 in die Südstadt umzog, übernahm der FAC den Platz. 1987 erfolgte die Umbenennung von Admira-Platz zu Leopold-Stroh-Stadion, zu Ehren des ehemaligen FAC-Spielers Leopold Stroh (1917–1985), der auch jahrzehntelang ein großer Gönner und Mäzen der Austria war. 1994 wurde eine Tribüne für rund 500 Zuschauer errichtet und 2002 darin ein V.I.P.-Club-Bereich eingerichtet.
In der Saison 2014/15 besuchten durchschnittlich 1235 Personen die Spiele des Floridsdorfer Athletiksport-Clubs in der Ersten Liga.
Im März 2018 wurde das Stadion in Job Consulting Arena umbenannt, in der darauffolgenden Saison 2018/19 wieder mit dem Namen FAC-Platz versehen.